# La Bohème (film, 1926)
Pour les articles homonymes, voir La Bohème (homonymie).
Pour plus de détails, voir Fiche technique et Distribution.

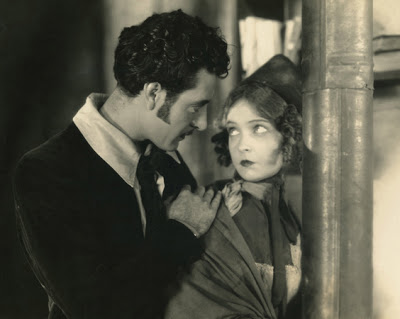
John Gilbert et Lillian Gish

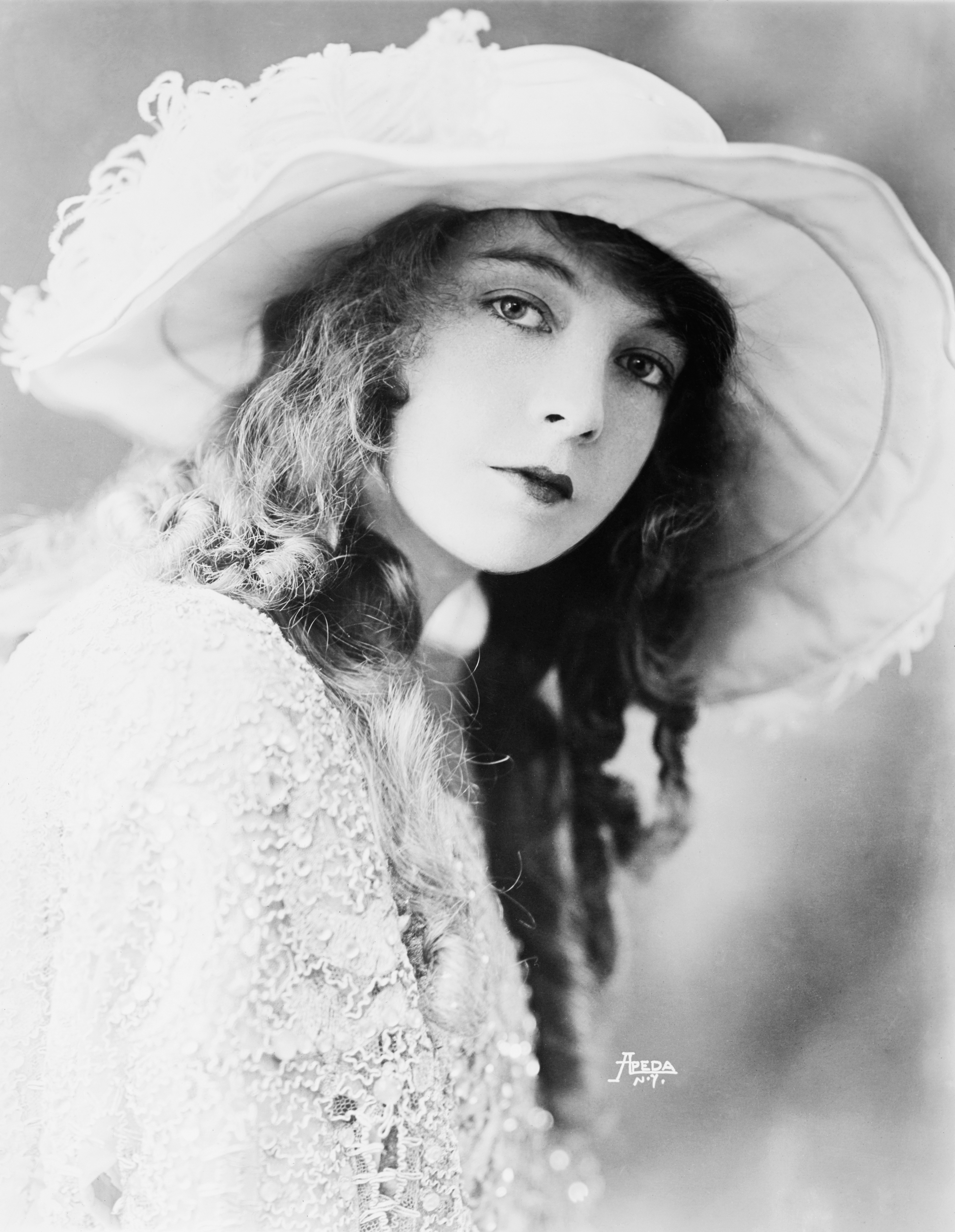
Lillian Gish

La Bohème est un film américain muet, réalisé par King Vidor, sorti en 1926.

## Synopsis
Pendant l’hiver 1830, dans le Quartier latin à Paris, de jeunes artistes - dont le jeune dramaturge Rodolphe et son ami et colocataire, le peintre Marcel - parviennent difficilement à régler leur loyer. La jeune couturière Mimi, leur voisine, connait les mêmes difficultés financières et doit engager ses biens chez un prêteur sur gages, mais la somme récoltée est insuffisante. Elle fait la connaissance d'un riche aristocrate, le vicomte Paul, dont elle repousse les avances ; elle peut régler son loyer et n'est pas expulsée.
Au cours d'une promenade à la campagne, Mimi avoue à Rodolphe qu’elle l'aime. Inspiré, Rodolphe compose une pièce et, pour lui permettre d'écrire tranquillement son œuvre, Mimi lui cache que l'éditeur qui publie parfois un de ses articles l'a renvoyé ; elle travaille secrètement la nuit et sa santé se détériore. Le vicomte Paul qui espère toujours la séduire, lui propose de montrer la pièce de Rodolphe à un directeur de théâtre, mais elle devra l'accompagner au théâtre. En les apercevant ensemble, Rodolphe devient furieux et refuse d'écouter les explications de Mimi.

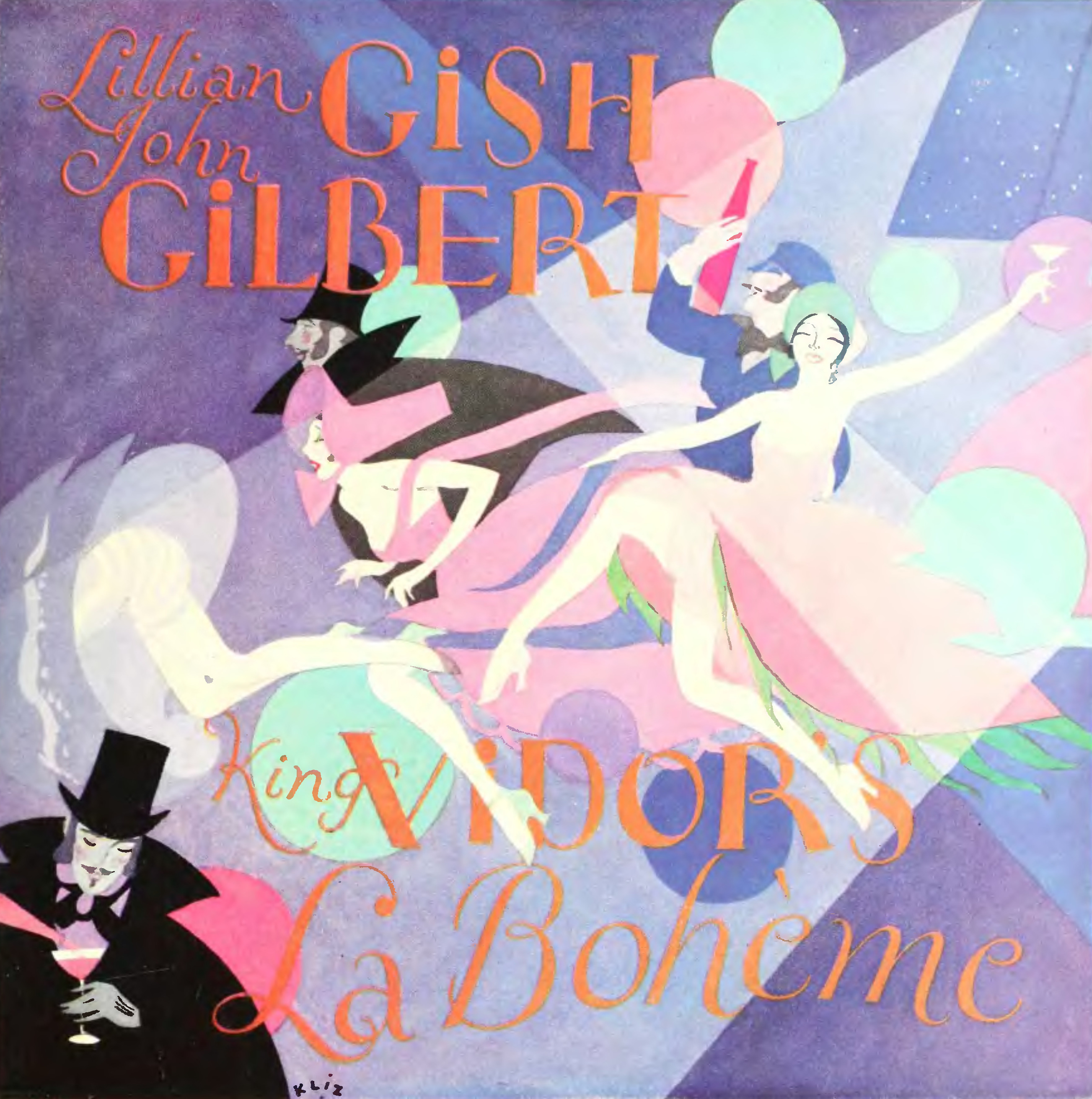
La Bohème, 1926

Pendant qu’elle accompagne au théâtre le vicomte et qu'elle repousse à nouveau ses avances, Rodolphe stupéfait apprend qu'il a été licencié par son éditeur depuis plusieurs semaines. Mimi et Rodolphe s’expliquent, elle reconnait avoir travaillé pour lui mais il se méprend sur sa relation avec le vicomte et se met en colère, ce qu'il regrette lorsqu'il s'aperçoit qu'elle est très malade. Elle quitte son logement pendant qu'il est à la recherche d'un médecin. Il la recherche en vain, sa pièce devient un succès. Apprenant que sa fin est proche, Mimi rassemble ses dernières forces pour retourner dans son ancien logement et revoit Rodolphe juste avant de mourir.

## Fiche technique
- Titre original : La Bohème
- Réalisation : King Vidor
- Scénario : Fred de Gresac, d'après une adaptation par Ray Doyle et Harry Behn du roman Scènes de la vie de bohème (Life in the Latin Quarter) de Henry Murger et de l'opéra de Giacomo Puccini
- Décors : Cedric Gibbons, Arnold Gillespie
- Costumes : Lillian Gish[1], Erté of Paris[2]
- Photographie : Hendrik Sartov
- Montage : Hugh Wynn
- Musique : William Axt
- Producteur : Irving Thalberg
- Société de production : Metro-Goldwyn-Mayer Corporation
- Société de distribution : Metro-Goldwyn-Mayer Distributing Corporation
- Pays de production :  États-Unis
- Langue originale : anglais
- Format : Noir et blanc - 35 mm - 1,37:1 - Film muet
- Genre : drame
- Durée : 95 minutes (9 bobines)
- Date de sortie :
  - États-Unis : 24 février 1926 (Première à New York)

## Distribution
- Lillian Gish[3] : Mimi
- John Gilbert : Rodolphe
- Renée Adorée : Musette
- George Hassell : Schaunard
- Roy D'Arcy : vicomte Paul d'Aubray
- Edward Everett Horton : Colline
- Karl Dane : Benoit
- Mathilde Comont : Mme Benoit
- Gino Corrado : Marcel
- Eugene Pouyet : Bernard
- Frank Currier : le directeur du théâtre
- David Mir : Alexis
- Catherine Vidor : Louise
- Valentina Zimina : Phemie
- Blanche Payson : la directrice de la fabrique